# Philippe Delrieu
Philippe Delrieu (* 10. August 1959 in Tarbes) ist ein ehemaliger französischer Säbelfechter.

## Erfolge
Philippe Delrieu gewann mit der Mannschaft bei den Weltmeisterschaften 1987 in Lausanne und 1989 in Denver jeweils die Bronzemedaille. Zweimal nahm er an Olympischen Spielen teil: 1984 zog er in Los Angeles im Mannschaftswettbewerb ungeschlagen ins Finale ein, in dem sich die französische Equipe Italien mit 3:9 geschlagen geben musste. Gemeinsam mit Hervé Granger-Veyron, Pierre Guichot, Franck Ducheix und Jean-François Lamour erhielt Delrieu somit die Silbermedaille. Bei den Olympischen Spielen 1988 verpasste er mit der Mannschaft als Vierter einen weiteren Medaillengewinn und wurde auch in der Einzelkonkurrenz Vierter. Im Halbfinale hatte er zunächst gegen seinen Mannschaftskameraden Jean-François Lamour das Nachsehen, ehe er auch im Gefecht um Bronze Giovanni Scalzo unterlag.